# Marc-Andrea Huesler
Marc-Andrea Huesler (24 de junio de 1996) es un tenista suizo.
Hüsler alcanzó un ranking ATP singles de 263, alcanzado el 1 de julio de 2019. También tiene un ranking ATP alto en dobles de 138 alcanzado el 19 de agosto de 2019.

## Títulos ATP (2; 1+1)

### Individual (1)
| Leyenda                         |
| Grand Slam (0)                  |
| ATP World Tour Finals (0)       |
| ATP World Tour Masters 1000 (0) |
| ATP World Tour 500 (0)          |
| ATP World Tour 250 (1)          |

| N.º | Fecha                | Torneo | Superficie | Oponente en la final | Resultado   |
| --- | -------------------- | ------ | ---------- | -------------------- | ----------- |
| 1.  | 2 de octubre de 2022 | Sofía  | Dura (i)   | Holger Rune          | 6-4, 7-6(8) |

### Dobles (1)
| Leyenda                         |
| Grand Slam (0)                  |
| ATP Wourld Tour Finals (0)      |
| ATP Masters 1000 World Tour (0) |
| ATP World Tour 500 series (0)   |
| ATP World Tour 250 series (1)   |

| No. | Fecha               | Torneo | Superficie    | Pareja           | Oponentes en la final       | Resultado   |
| --- | ------------------- | ------ | ------------- | ---------------- | --------------------------- | ----------- |
| 1.  | 25 de julio de 2021 | Gstaad | Tierra batida | Dominic Stricker | Szymon Walków Jan Zieliński | 6-1, 7-6(7) |

## Títulos ATP Challenger (11; 7+4)

### Individuales (7)
| No. | Fecha                    | Torneo              | Superficie    | Oponente en la final     | Resultado           |
| --- | ------------------------ | ------------------- | ------------- | ------------------------ | ------------------- |
| 1.  | 21 de abril de 2019      | San Luis Potosí     | Tierra batida | Adrián Menéndez-Maceiras | 7-5, 7-6(3)         |
| 2.  | 26 de septiembre de 2020 | Sibiu               | Tierra batida | Tomás Martín Etcheverry  | 7-5, 6-0            |
| 3.  | 25 de octubre de 2020    | Ismaning            | Moqueta       | Botic van de Zandschulp  | 6-7(3), 7-6(2), 7-5 |
| 4.  | 9 de abril de 2022       | Ciudad de México    | Tierra batida | Tomás Martín Etcheverry  | 6-4, 6-2            |
| 5.  | 24 de abril de 2022      | Aguascalientes      | Tierra batida | Juan Pablo Ficovich      | 6-4, 4-6, 6-3       |
| 6.  | 17 de agosto de 2024     | Grodzisk Mazowiecki | Dura          | Vít Kopřiva              | 6-1, 6-4            |
| 7.  | 6 de abril de 2025       | Morelos             | Dura          | Dmitry Popko             | 6-4, 3-6, 6-4       |

### Dobles (4)
| No. | Fecha                 | Torneo                      | Superficie | Pareja          | Oponente en la final                      | Resultado            |
| --- | --------------------- | --------------------------- | ---------- | --------------- | ----------------------------------------- | -------------------- |
| 1.  | 14 de julio de 2018   | Challenger de Winnipeg      | Dura       | Sem Verbeek     | Marcel Granollers Gerard Granollers Pujol | 6-7(5), 6-3, [14-12] |
| 2.  | 23 de febrero de 2019 | Challenger de Morelos       | Dura       | André Göransson | Gonzalo Escobar Luis David Martínez       | 6–3, 3–6, [11–9]     |
| 3.  | 31 de octubre de 2020 | Challenger de Hamburgo      | Dura (i)   | Kamil Majchrzak | Lloyd Glasspool Alex Lawson               | 6–3, 1–6, [20–18]    |
| 4.  | 13 de febrero de 2021 | Challenger de Potchefstroom | Dura       | Zdeněk Kolář    | Peter Polansky Brayden Schnur             | 6–4, 2–6, [10–4]     |